# Stade Robert-Bobin
El Stade Robert-Bobin es un estadio multiusos ubicado en la comuna de Juvisy-sur-Orge en Paris, Francia. Fue inaugurado en 1971 y posee una capacidad para 18.600 personas, El estadio lleva el nombre de Robert Bobin, ex atleta internacional francés, director técnico nacional y luego presidente de la FFA. Alberga los partidos del Paris Football Club Femenino, que milita en la Division 1 Féminine.
El estadio, compuesto por una pista de atletismo, un campo de fútbol y de rugby, es el sexto estadio más grande de Île-de-France después del Stade de France en Saint-Denis, el Parc des Princes en París, el Paris La Défense Arena en Nanterre, Stade Charléty y Stade Jean-Bouin, ambos en París.

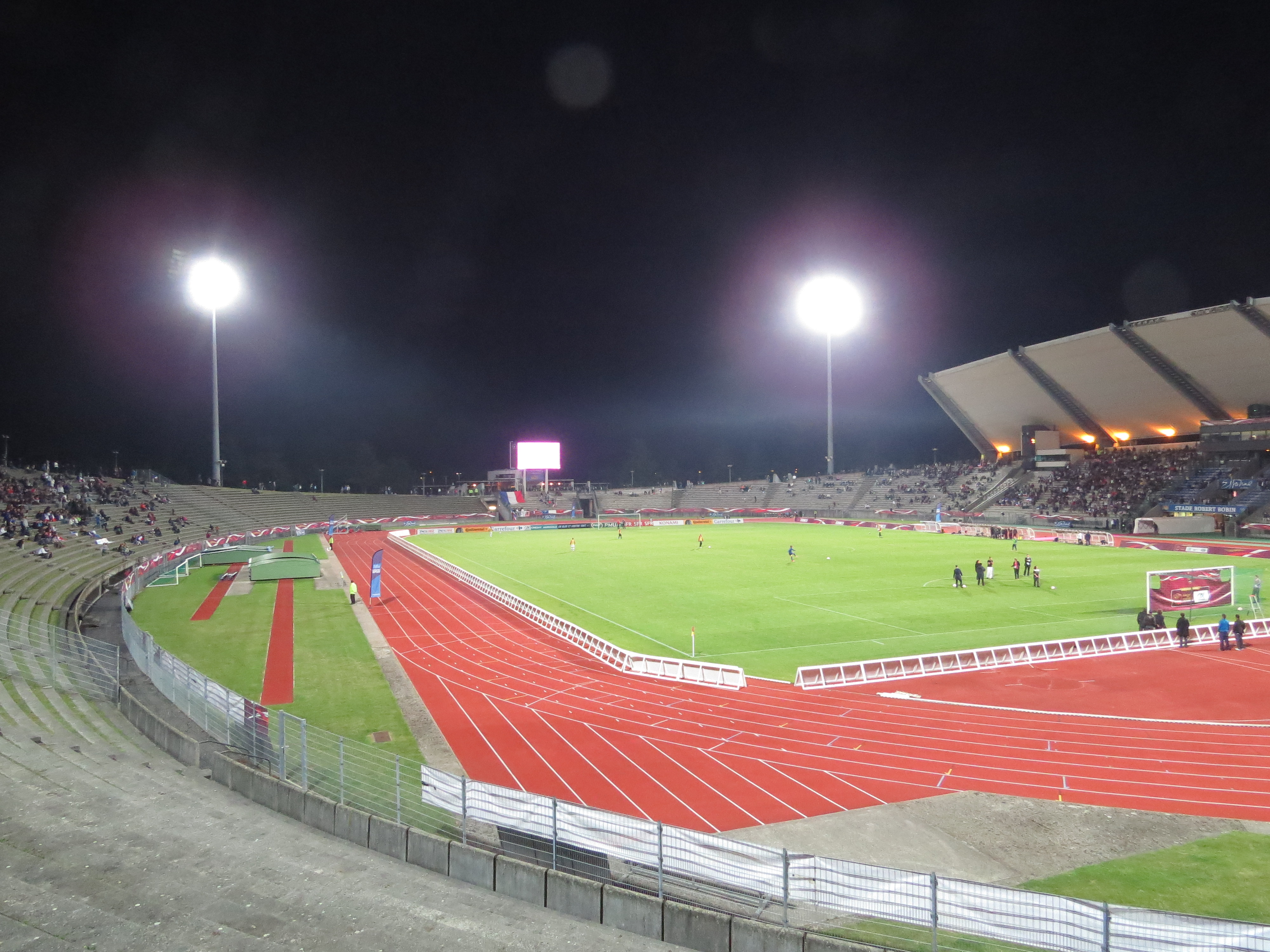